# Delaware City
Delaware City ist eine kleine Stadt im New Castle County im US-Bundesstaat Delaware, Vereinigte Staaten. Das U.S. Census Bureau hat bei der Volkszählung 2020 eine Einwohnerzahl von 1.885 ermittelt. 
Sie liegt am Delaware River. Das Stadtgebiet hat eine Größe von 3,4 km².

## Geschichte
Die Geschichte von Delaware City lässt sich bis 1801 zurückverfolgen als die Familie Newbold aus New Jersey ein kleines Stück Land kaufte. In den Jahren 1840 bis 1880 kam es zu einem wahren Pfirsich-Boom, der Delaware City für seine Pfirsiche im ganzen Land bekannt machte. Zu dieser Zeit gab es rund um die Stadt etwa 110.000 Pfirsichbäume. Zur gleichen Zeit begann man mit dem kommerziellen Fischfang und der Produktion von Störrogen (Kaviar), der nach Deutschland und Russland exportiert wurde. Die Jagd auf Bisamratten versorgte die Pelzindustrie mit Rohstoffen. 1870 wurde Delaware City an die Eisenbahn angeschlossen. In den Jahren 1950 bis 1960 baute man ein neues Industriegebiet, was weitere produzierende Firmen anzog. Unter anderem siedelte sich die Delaware-City-Raffinerie an.

## Persönlichkeiten
- Eugene Reybold (1884–1961), Generalleutnant der United States Army